# Красинськ
Кра́синськ (рос. Красинск) — селище у складі Новокузнецького району Кемеровської області, Росія. Входить до складу Сосновського сільського поселення.
Стара назва — Красний.

## Населення
Населення — 122 особи (2010; 135 у 2002).
Національний склад (станом на 2002 рік):
- росіяни — 96 %